# Atletica leggera ai XVIII Giochi del Mediterraneo - 400 metri piani maschili
La specialità dei 400 metri piani maschili ai XVIII Giochi del Mediterraneo si è sovolta il 27 e il 28 giugno 2018 presso l'Estadio de Atletismo de Campclar di Tarragona.
La competizione è stata vinta dall'italiano Davide Re, che ha preceduto lo spagnolo Lucas Búa ed il francese Mamoudou Hanne.

## Calendario
| Data      | Ora   | Turno      |
| --------- | ----- | ---------- |
| 27 giugno | 20:25 | Semifinali |
| 28 giugno | 20:15 | Finale     |

## Risultati

### Semifinali
I primi 2 classificati di ogni batteria (Q) e i 2 migliori tempi (q) si qualificano alla finale.
| Pos. | Batteria | Nome                 | Nazionalità | Tempo | Note |
| ---- | -------- | -------------------- | ----------- | ----- | ---- |
| 1    | 2        | Davide Re            | Italia      | 45.86 | Q    |
| 2    | 2        | Mamoudou Hanne       | Francia     | 46.22 | Q,   |
| 3    | 1        | Lucas Búa            | Spagna      | 46.46 | Q    |
| 4    | 1        | Franko Burraj        | Albania     | 46.71 | Q    |
| 5    | 2        | Yavuz Can            | Turchia     | 46.75 | Q    |
| 6    | 1        | Michele Tricca       | Italia      | 46.87 | Q    |
| 7    | 2        | Darwin Echeverry     | Spagna      | 46.88 | q    |
| 8    | 2        | Ricardo dos Santos   | Portogallo  | 46.97 | q    |
| 9    | 1        | Abdullah Tütünci     | Turchia     | 47.65 |      |
| 10   | 1        | Teddy Atine-Venel    | Francia     | 48.12 |      |
| 11   | 1        | Nathan Elias Nammour | Libano      | 49.20 |      |
| 12   | 2        | Mohammed Al-Ahmar    | Libia       | 50.59 |      |

## Finale
| Pos.    | Corsia | Nome               | Nazionalità | Tempo | Note                                     |
| ------- | ------ | ------------------ | ----------- | ----- | ---------------------------------------- |
| Oro     | 4      | Davide Re          | Italia      | 45.26 | Record dei Giochi                        |
| Argento | 3      | Lucas Búa          | Spagna      | 45.91 |                                          |
| Bronzo  | 5      | Mamoudou Hanne     | Francia     | 46.35 | Miglior prestazione personale stagionale |
| 4       | 8      | Michele Tricca     | Italia      | 46.35 | Miglior prestazione personale stagionale |
| 5       | 7      | Yavuz Can          | Turchia     | 46.37 |                                          |
| 6       | 6      | Franko Burraj      | Albania     | 46.58 | Record nazionale                         |
| 7       | 1      | Ricardo dos Santos | Portogallo  | 46.64 |                                          |
| 8       | 2      | Darwin Echeverry   | Spagna      | 46.89 |                                          |